# The Burning Halo
The Burning Halo es el tercer álbum de estudio de la banda gótica sueca Draconian, editado bajo la etiqueta Napalm Records. Fue lanzado el 29 de septiembre de 2006.

## Lista de canciones
1. "She Dies" – 7:28
2. "Through Infectious Waters (A Sickness Elegy)" – 8:04
3. "The Dying" – 9:48
4. "Serenade of Sorrow" – 5:00
5. "The Morningstar" – 8:01
6. "The Gothic Embrace" – 8:34
7. "On Sunday They Will Kill the World" [Ekseption Cover]– 4:12
8. "Forever My Queen" [Pentagram Cover] – 2:49

## Personal
- Anders Jacobsson – vocales
- Lisa Johansson – vocals
- Johan Ericson – guitarra
- Daniel Arvidsson – guitarra
- Fredrik Johansson– Bajo
- Anders Karlsson – programación, sintetizador
- Jerry Torstensson – Batería, Percusión
- Olof Götlin – violín

## Producción
- producido por Johan Ericson & Andreas Karlsson
- Mezcla por Anders Bergstrom & Draconian
- Remasterizado por Peter In de Betou